# Orchard Prairie
Orchard Prairie az Amerikai Egyesült Államok északnyugati részén, Washington állam Spokane megyéjében elhelyezkedő önkormányzat nélküli település.
A település nevét az eredetileg a területen fekvő gyümölcsöskertekről (orchard) kapta.

## Fordítás
Ez a szócikk részben vagy egészben  az   Orchard Prairie, Washington című angol Wikipédia-szócikk ezen változatának fordításán alapul.  Az eredeti cikk szerkesztőit annak laptörténete sorolja fel. Ez a jelzés csupán a megfogalmazás eredetét és a szerzői jogokat jelzi, nem szolgál a cikkben szereplő információk forrásmegjelöléseként.